# Prophetie im Urchristentum
Prophetie bestimmt im Urchristentum die Verkündigung Jesu von Nazaret, der sich durchgehend auf Prophetie im Tanach bezog und diese aktualisierte. Auch die Urchristen bezogen ihre Verkündigung Jesu Christi auf biblische Verheißungen und fanden darin Jesu Messianität angekündigt und vorbereitet. Prophetisches Charisma spielte bei ihrer Nachfolge Jesu eine wesentliche Rolle.

## Neues Testament
Im Neuen Testament (NT) ist die bereits kanonische Botschaft der Propheten Israels in mehrfacher Hinsicht wesentlich:
- als entscheidender Teil der Heilsgeschichte, die auf das Kommen Jesu Christi hinläuft und diesen ankündigt,
- als Deutungsrahmen für seine Geschichte von seiner Geburt bis zu seiner Auferstehung und nachösterlichen Sendung, die die Weissagung der universalen Prophetie (Joel 3 EU) anfänglich erfüllt habe (Apostelgeschichte 2 EU)
- als Geistesgabe für seine Nachfolger, die sie zum Verkünden seiner heilvollen Herrschaft, Heilen und Sündenvergeben auch im Angesicht von tödlicher Verfolgung beauftragte und befähigte.

Daher sind im NT Prophetie zur Zeit Jesu von Jesu eigener Prophetie,  prophetischer Deutung seiner Geschichte und Prophetie seiner Nachfolger zu unterscheiden.

### Prophetie zur Zeit Jesu
Im Judentum der Zeitwende war seit etwa 300 Jahren kein jüdischer Prophet mehr aufgetreten. Biblische Prophetie galt als abgeschlossene vergangene Epoche und war nur noch als schriftliche Überlieferung und deren Auslegung lebendig. Dies bestätigen die Schriftrollen vom Toten Meer (ca. 250 v. Chr. – 30 n. Chr. entstanden), die alle Prophetenbücher voraussetzen und viele davon kommentieren. Manche reden von einem Lehrer der Gerechtigkeit (um 150 v. Chr.), der sich als Endzeitprophet verstand und die Tora für seine Anhänger vollmächtig auslegte, ohne neue Verheißungen auszusprechen.
Johannes der Täufer markierte einen Neubeginn der israelitischen Prophetie. Er nannte sich laut NT selbst nicht Prophet. Aber er kündigte wie ein Gerichtsprophet das nahe, unvermeidbare Endgericht an und rief seine Zeitgenossen zur Umkehr. Selbst priesterlicher Herkunft (Lukas 1,5ff ), opponierte er gegen den Jerusalemer Tempelkult und kritisierte den von Römern abhängigen Vasallkönig Herodes Antipas, dessen Heiratspolitik und Mehrehen scharf. Dabei bezog er sich auf die königs- und kultkritische Tradition seit Elijah und den seit Amos (Am 5,12ff ) angekündigten „Gerichtstag JHWHs“, der das Schicksal der von den Gottlosen Zertretenen umkehren werde (Maleachi 3,19ff ). Neu war seine einmalige Buß-Taufe, die die Rettung der getauften Sünder aus dem allen bevorstehenden Gericht symbolisch vorwegnahm und zur Umkehr befähigen sollte.
Das letzte Prophetenbuch des Tanach hatte Elijahs Wiederkunft vor dem Endgericht angekündigt (Mal 3,23f ). Die Erwartung, Elijah werde wiederkommen, Mächtige stürzen und Armen Gerechtigkeit bringen, war in der jüdischen Bevölkerung unter römischer Besatzung verbreitet (Markus 15,35f ). Sowohl die Johannesjünger (Mandäer) als auch sonstige Juden, darunter die Urchristen, identifizierten Johannes nach seiner Hinrichtung durch Herodes Antipas (um 28) mit Elijah (Lk 1,16f ; Mt 11,14 ). Ob er selbst sich so verstand, ist ungewiss: Nach Joh 1,21–25  widersprach er der Ansicht, er sei der wiedergekommene Elijah oder der Prophet der Endzeit, stellte sich aber mit Bezug auf Jesaja 40,3  als Wüstenprediger zur Wegbereitung des Messias dar. Ebendies war die Rolle des letzten Propheten in biblischer Tradition.
Im Gefolge von Johannes und Jesus, aber ohne direkten Bezug auf diese, traten in Palästina wieder öfter Zeichen- und Endzeitpropheten auf, etwa der Landbauer Jesus ben Ananias, der ab 62 die Zerstörung des Jerusalemer Tempels ankündigte (Berichte bei Flavius Josephus, Antiquitates Judaicae 20,167–172 u. a.).

### Jesu Prophetie
Jesu Predigt vom nahen Reich Gottes folgt biblischer Prophetie und aktualisiert sie. Er übernahm wesentliche Züge von Johannes, von dem er sich nach Mk 1,4ff taufen ließ: den Umkehrruf (Mt 4,17), die Naherwartung des Endgerichts (Mk 9,1; 13,30), das apokalyptische Gerichtsfeuer (Mt 10,34), die Gerichtspredigt (Mt 11,21ff), wohl auch Kritik am Opferkult. Motive wie der Ruf in die Nachfolge (z. B. Lk 9,59ff), das Verlassen aller Heimatbindungen, Zuwendung als Armer zu Armen, Heilen und Wunder wie die Brotvermehrung (Mk 6,30ff) klingen an die Elijah- und Elischa-Erzählungen an (z. B. 1Kön 19,19ff).
Jesus wurde daher von Juden aus Galiläa und Judäa (Mt 21,11) wie auch von einigen seiner Jünger (Lk 24,19) zu Lebzeiten wohl als großer Prophet, als der wiedergeborene Johannes oder als wiedergekommener Elijah gedeutet (Mk 6,14f; 8,28). Jesus kann diese Auffassung in seiner Heimat selbst veranlasst haben (Mk 6,4; Lk 4,24; Joh 4,44). Er stellte sich angesichts der Hinrichtung des Täufers und im Blick auf die kommende Konfrontation mit Israels Führern in Jerusalem wahrscheinlich in die Reihe der verfolgten und ermordeten Propheten Israels (Mt 23,37ff; Lk 11,47; 13, 34f).
Doch anders als biblische Propheten beanspruchte Jesus nach Lk 4,16–21, dass sich Deuterojesajas Heilsansage vom kommenden Erlassjahr (Lev 25,8–31) für die Armen in seinem Handeln schon erfülle. Nach Mt 5,3–11 sagte er den Armen Gottes Reich und das Erbe des Landes zu. Nach Mt 11,5 verwies er den inhaftierten Täufer auf dessen Messiasfrage auf das, was sein Tun bewirke. Nach den Synoptikern taufte er nicht, obwohl vermutlich Mandäer dies von ihm erzählten (Joh 3,22f, korrigiert in Joh 4,2). Stattdessen vergab er selbst Sünden (Mk 2,5), kehrte auch bei nach der Tora vom Reich Gottes ausgeschlossenen Sündern ein (Mk 2,15ff), heilte auch am Sabbat (Mk 3,1–5) und sandte seine Jünger aus, dasselbe wie er zu tun (Mt 10, 5–15). Damit erhob er implizit einen messianischen Anspruch.
Demgemäß deutete die Urchristen Johannes den Täufer eventuell im Anschluss an Jesus selbst (Mk 9,13; Mt 11,10–14; 17,12) rückblickend als letzten Propheten Israels und Wegbereiter Jesu (Lk 1,17).

### Urchristliche Propheten
In der Apostelgeschichte erscheinen einzelne christliche Propheten, jedoch in weniger herausragenden Rollen – etwa Agabus, der Paulus seine Gefangennahme prophezeit. Bedeutsamer für die Urchristen sind Prophetinnen wie Priscilla, die mit ihrem Mann Aquila die Stütze einiger Gemeinden war.
Allerdings weisen diese Berichte und Briefnotizen auf eine gewisse „Alltäglichkeit“ der christlichen Prophetie hin. In 1. Korinther 12  wird z. B. die prophetische Rede (oder Weissagung) mit anderen Gaben oder Ämtern genannt (Vers 28). Im 14. Kapitel fordert Paulus die Gemeinde förmlich dazu auf, nach der prophetischen Rede als eine von Gott gegebene Geistesgabe zur  Erbauung der Gemeinde zu trachten, und nennt sie der Zungenrede weit überlegen. Er schlägt sogar vor, wie viele Propheten höchstens in einer Zusammenkunft oder einem Gottesdienst aufstehen sollen.
In vielen weiteren NT-Stellen werden Prophetie und Propheten in solch alltäglichem Kontext dargestellt. Sie sind demnach ebenso konstitutiver Teil der Gemeinde wie Lehrer und Apostel. Gerade wegen der Entschränkung der Prophetie ist die Möglichkeit für prophetische Botschaften mit dem Abschluss des NT-Kanons jedoch keineswegs beendet, obschon eine inhaltliche Erweiterung der Botschaft meist wegen des hervorgehobenen Charakters der Botschaft Jesu und seiner Person abgelehnt wird.
Im NT wird das Kriterium für wahre Prophetie auf Wirkungen allgemein bezogen: „An ihren Früchten werdet ihr sie erkennen“ (Mt 7,15 ). Die Unterscheidung der Geister von gut und böse ist wiederum nur dem möglich, der dazu Gottes Geist empfangen hat (1 Joh 4,1 ).
Von der Bibelstelle Mt 7,15  (Hütet euch vor den falschen Propheten; sie kommen zu euch wie (harmlose) Schafe, in Wirklichkeit aber sind sie reißende Wölfe) kommt auch die Redewendung Wolf im Schafspelz.